# Tachikawa Ki-17
Tachikawa Ki-17 (яп. 九五式三型練習機 Кю:госики сан-гата рэнсю:ки) — учебный самолёт Японии.

## История
После неудачи в 1935 году, когда учебный вариант Tachikawa Ki-9 под двигатель «Hакадзима NZ» мощностью 150 лс, по решению испытательной комиссии, был отвергнут японской армией. Отвергнут был не весь проект, а лишь идея создать учебный и переходной самолёты на базе одной машины. Поэтому в апреле 1935 года «Татикава» получила заказ на разработку нового учебного самолёта под обозначением Ki-17 (яп. キ-17).
Требования к будущему самолёту:
1. Взлетный вес самолёта должен быть менее 1000 кг
2. Нагрузка на крыло должна быть менее 35 кг/кв
3. Tachikawa Ki-17 должен выдерживать перегрузку в 6 раз

Приняв заказ, «Татикава» изготовила два экспериментальных самолёта уже к августу 1935 года, так как армии срочно был нужен учебный самолёт для обучения большого числа молодых пилотов, требовавшихся для быстро растущих ВВС Японии.
Hесмотря на отчаянные попытки главного конструктора самолёта — Рёкити Эндо (яп. 遠藤良吉), повысить нагрузку на крыло выше 35 кг/кв, армия настаивала на первоначальных требованиях. В результате появился сверхлёгкий биплан, со взлетным весом лишь 900 кг, довольно сильно внешне напоминающий своего предшественника. Главным отличием нового самолёта от старого, были одинаковые по площади верхняя и нижняя пары крыльев. Первый опытный Ki-17 с двигателем «Хитати Хa-12» мощностью 150 лс взлетел в июле 1935 года.
С самого начала самолёт имел элероны на верхнем и нижнем крыле, также как у Ki-9, но испытания показали излишнюю чувствительность бокового управления, поэтому с верхнего крыла элероны были сняты. После данных доработок самолёт был запущен в серию под обозначением «Учебный самолёт армейский тип 95». Всего к 1944 году «Татикава» поставила Военно-воздушным силам Японии 560 Ki-17.
Союзники дали самолёту кодовое название «Седар» (англ. Cedar).

## ТТХ
Источник данных: http://avia-museum.narod.ru/japan/tachikawa_ki-17.html

Технические характеристики
- Экипаж: 2 человека
- Длина: 7.85 м.
- Высота: 2.95 м.
- Нормальная взлётная масса: 639 кг.
- Максимальная взлётная масса: 914 кг.

Лётные характеристики
- Максимальная скорость: 170 км\ч
- Практический потолок: 5300 м

## Эксплуатанты
Япония
- ВВС Императорской армии Японии: Академия армейской авиации  (Rikugun Kōku Shikan Gakkō), авиашколы Кумагая, Мито, Татиари, Уцуномия

 Маньчжоу-Го
- Императорские ВВС Маньчжоу-го

 Сиам (ныне Таиланд)
- Королевские ВВС Сиама: около 20 самолётов